# Puylagarde
Puylagarde é uma comuna francesa na região administrativa da Occitânia, no departamento de Tarn-et-Garonne. Estende-se por uma área de 23.14 km², e possui 332 habitantes, segundo o censo de 2018, com uma densidade de 14 hab/km².